# Deutsche Oper am Rhein

La Deutsche Oper am Rhein  (Opera tedesca sul Reno) è un teatro d'opera con sede a Düsseldorf e Duisburg. Il teatro dispone anche di una compagnia stabile di balletto. Axel Kober è il direttore musicale dal 2009 mentre l'italiano Antonino Fogliani dal 2017 ne è il direttore ospite principale.

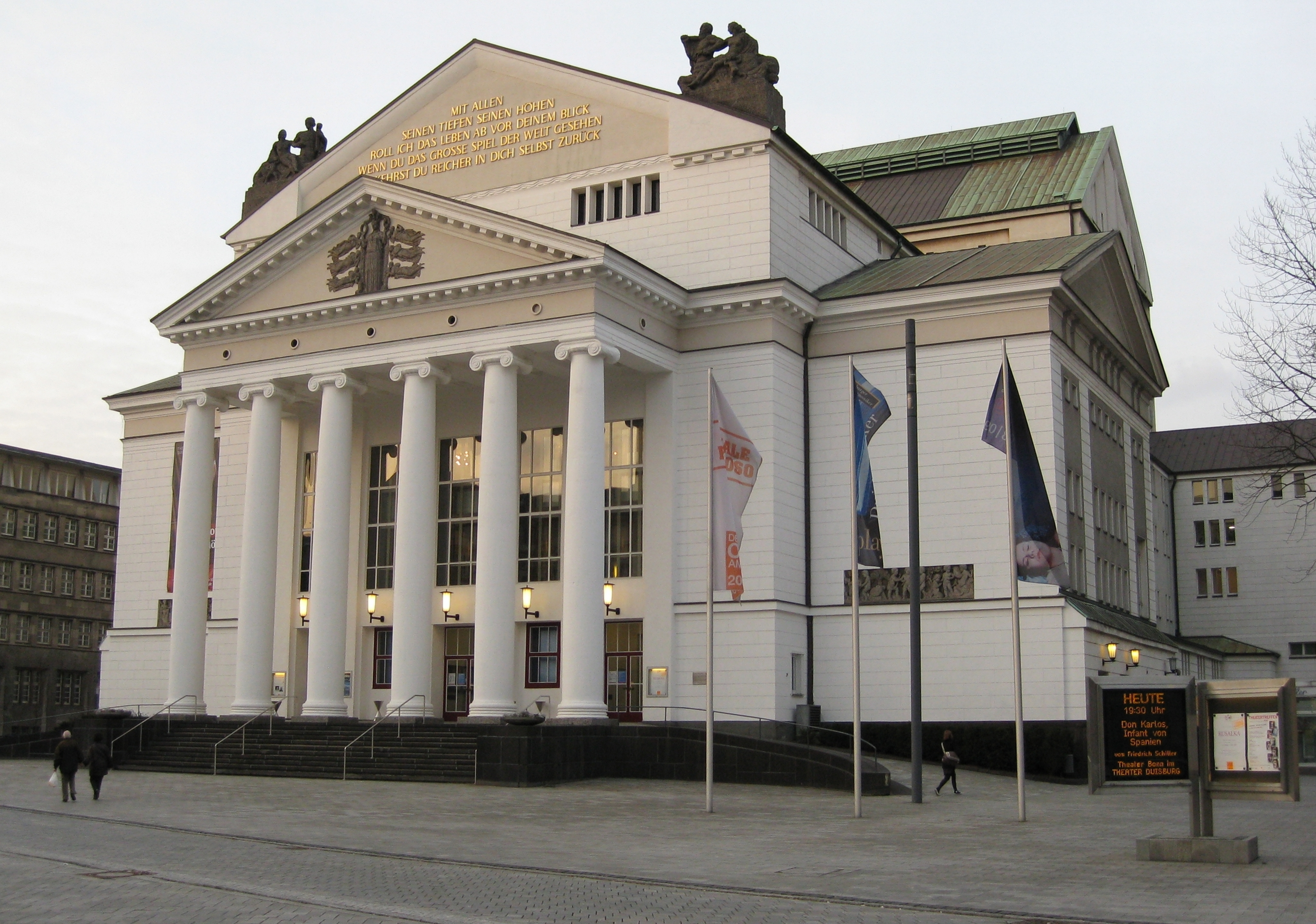
Sede della Deutsche Oper am Rhein a Duisbug nel 2009

## Storia
Dopo la costruzione, nel 1875, di quello che è diventato il Düsseldorf Opernhaus, esistette un forte legame tra i teatri delle due città nel periodo 1887-1920. Dopo una interruzione esso venne ristabilito nel 1955 con la creazione della Deutsche Oper am Rhein.
La compagnia si esibisce all'Opernhaus Düsseldorf, costruito nel 1875. Distrutto parzialmente durante la seconda guerra mondiale, fu ricostruito e riaperto nel 1956. Il Teatro di Duisburg, costruito nel 1912, fu completamente distrutto durante la guerra e ricostruito nel 1950.
Nel 2015 il suo direttore generale è Christoph Meyer, il direttore musicale principale Axel Kober e il direttore ospite principale è Antonino Fogliani.

Nel 2006 e 2007 è stato eseguito un profondo lavoro di restauro dell'Opera di Duesseldorf.  La prima opera ad essere eseguita nella nuova sede è stata La traviata, diretta dallo statunitense John Fiore.

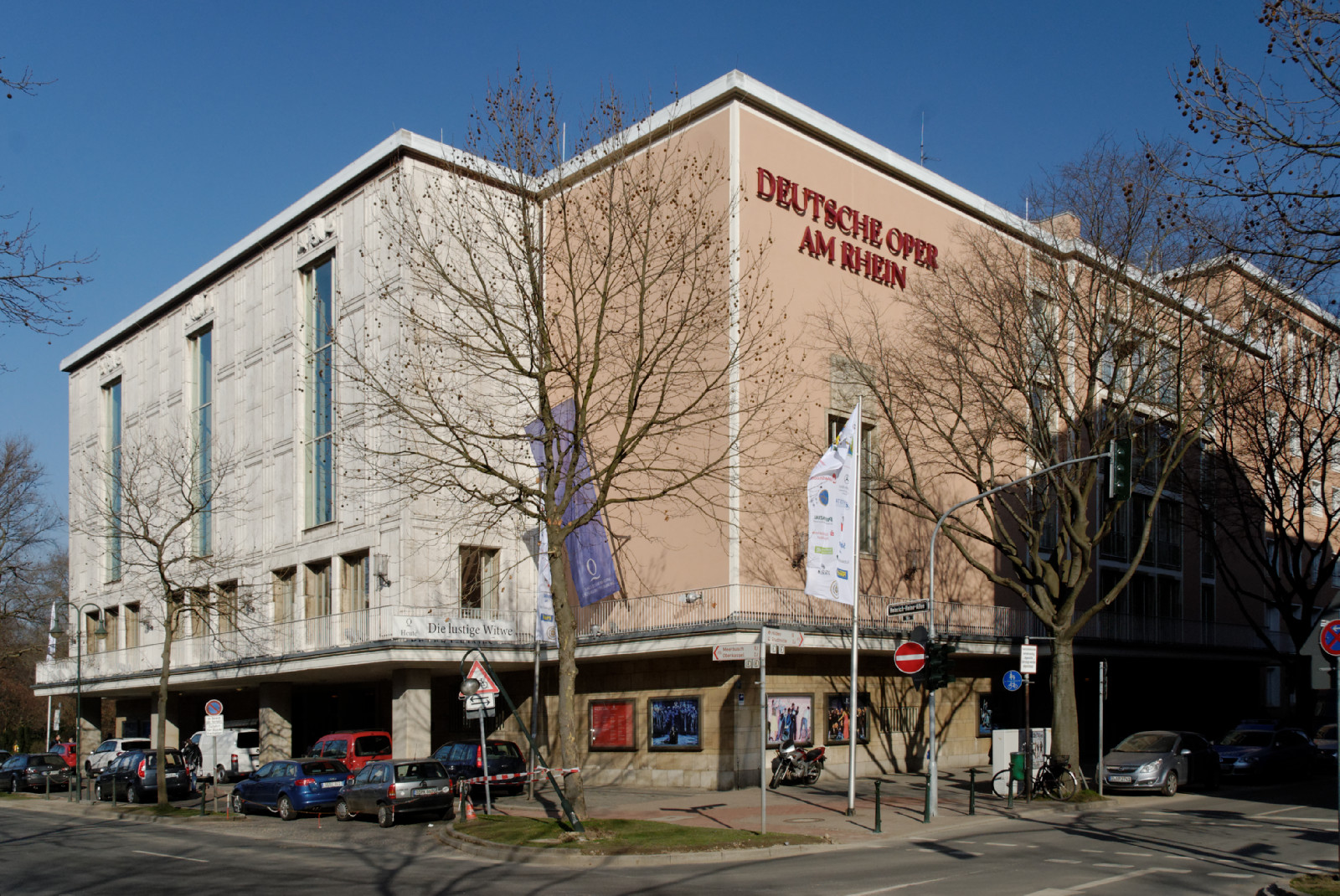
Sede della Deutsche Oper am Rhein a Düsseldorf nel 2011

Durante il periodo che va dal 2000 al 2005 il fotografo tedesco Karl Maria Udo Remmes è stato inviato a riprendere le operazioni avvenute nel backstage della Deutsche Oper in Düsseldorf.